# Première Nation Selkirk
La Première Nation Selkirk (en anglais : Selkirk First Nation) est une Première Nation située dans le territoire du Yukon, au Canada. Son centre de population d'origine est le poste de traite de Fort Selkirk en bordure du fleuve Yukon, mais la plupart de ses membres vivent de nos jours à Pelly Crossing, là où la route du Klondike traverse la rivière Pelly. 
Les membres de la Première Nation sont des Tutchonis du Nord et leur langue d'origine est le tutchone du Nord. Traditionnellement, les gens de la Première Nation se nomment le peuple Hucha Hudan (« le peuple des terres planes »), en raison des terres planes qui caractérisent les deux bords de la rivière près de Fort Selkirk. 
La Première Nation de Selkirk signe en 1997 un accord sur ses revendications territoriales avec le gouvernement fédéral canadien. Elle y obtient un total de 4 739 km2 de terres désignées, situées au sein de son territoire traditionnel. 
Son chef actuel (2020-2023) est Darin Isaac et la population de la Première Nation est de 672 personnes en 2016, dont environ 40 % réside à Pelly Crossing,. 

## Culture
Un grand effort est fait pour préserver la langue et la culture nord-tutchonie. Le chanteur Jerry Alfred, récipiendaire d'un prix Juno en 1996, est par ailleurs originaire de la Première Nation.